# Худойдодзода, Абдулфаттох
Абдулфаттох Худойдодзода (тадж. Абдулфаттоҳ Худойдодзода; род. 15 июля 2004, Душанбе) — таджикский футболист, нападающий клуба «Равшан».

## Карьера

### «Динамо» Душанбе
Первым профессиональным клубом игрока стало «Динамо» из Душанбе, которое принимало участие в Первой Лиге. В своём дебютном сезоне 2021 года забил 24 гола и отдал 10 результативных передач в 17 матчах, при чём против клуба «Исфара» в заключительном туре забил 10 голов, тем самым став лучшим бомбардиром турнира. В следующем сезоне за первый круг чемпионата отличился 9 голами в 7 матчах.

### «Динамо-Брест»
В июле 2022 года перешёл в брестское «Динамо». Дебютировал за клуб 27 августа 2022 года в матче против клуба «Энергетик-БГУ», выйдя на замену на 84 минуте. Не смог закрепиться в основной команде клуба и в декабре 2022 года по окончании сезона покинул клуб.

### «Равшан»
В феврале 2023 года футболист вернулся в душанбинское «Динамо». В марте 2023 года футболист перешёл в кулябский клуб «Равшан». 
Дебютировал за клуб 1 апреля 2023 года в матче против клуба «Куктош», выйдя на замену на 67 минуте. Вместе с клубом стал обладателем Суперкубка, в финале 6 мая 2023 года обыграв клуб «Истиклол». Дебютный гол за клуб забил 19 мая 2023 года в матче против клуба «Файзканд», также отличившись первой результативной передачей. В сентябре 2023 года вместе с клубом отправился на матчи Кубка АФК. Первый матч на турнире сыграл 26 октября 2023 года против киргизского клуба «Абдыш-Ата», выйдя на замену на 74 минуте. Вместе с клубом завершил групповой этап Кубка АФК на итоговом последнем месте, завершив своё выступление на турнире. По итогу сезона футболист вместе с клубом стал серебряным призёром чемпионата. Всего за сезон футболист отличился 2 забитыми голами и 2 результативными передачами.

## Международная карьера
В сентябре 2019 года выступал за сборную Таджикистана до 16 лет на квалификации на юношеский чемпионат Азии до 16 лет, где в 4 матчах отличился 8 голами. В январе 2021 года отправился с юношеской сборной Таджикистана до 17 лет на Кубок Развития в Белоруссию. В дебютном матче за сборную 31 января 2021 года против сверстников из Казахстана забил дебютный гол. По итогу стал победителем турнира. В феврале 2022 года дебютировал за Таджикистана до 19 лет. 
В сентябре 2022 года отправился на квалификационные матчи на молодёжный Кубок Азии со сборной до 20 лет. Дебютировал за сборную 14 сентября 2022 года в матче против сверстников из Сингапура, против которых сыграли вничью. В матче 16 сентября 2022 года против Ливана отличился забитым дублем в концовке игры. В феврале 2023 года футболист вместе со сборной отправился на основной этап турнира. Первый матч на турнире сыграл 2 марта 2023 года против сборной Иордании, которая по итогу оказалась сильнее. На групповом этапе вместе со сборной занял 3 место в группе и покинул турнир.

## Достижения
Клубные
«Равшан»
- Обладатель Суперкубка Таджикистана: 2023

Сборная
Таджикистан (до 17)
- Обладатель Кубка Развития: 2021